# Gertrud Guyer-Wyrsch
Gertrud Sara Guyer-Wyrsch (* 12. März 1920 in Gersau; † 22. Oktober 2013 in Stans) war eine Schweizer Künstlerin, die als Kunstmalerin, Illustratorin, Textilkünstlerin und Objektkünstlerin arbeitete.

## Leben
Gertrud Guyer-Wyrsch wurde in Gersau am Vierwaldstättersee geboren. Aufgewachsen in München, wurde sie in Bern bei Max von Mühlenen und in Paris bei Gustave Singier zur Kunstmalerin ausgebildet. Es entstanden klassisch französisch geprägte nachimpressionistische Werke, ab den 1950er-Jahren auch Ungegenständliches. Nach der Heirat und der Geburt der Tochter Anna 1960 folgte eine Schaffenspause. Ab 1970 wohnte Gertrud Guyer-Wyrsch in Kilchberg am Zürichsee, wo sie wieder ein Atelier zur Verfügung hatte. Es entstanden Reliefs, Plastiken und Mobiles in Holz. Mit 88 Jahren lernte Guyer-Wyrsch das Schweissen, sodass sie auch Arbeiten in Metall erstellen konnte.
Gertrud Guyer-Wyrsch erhielt 1948 das Louise-Aeschlimann-und-Margarete Corti-Stipendium (AC-Stipendium), das bedeutendste private Kunststipendium des Kantons Bern, dessen Hauptpreis damals mit 1000 Franken dotiert war. Für Kunst am Bau erhielt sie mehrere Aufträge der öffentlichen Hand. Guyer-Wyrsch war Mitglied der Schweizerischen Gesellschaft bildender Künstlerinnen (SGBK).

## Öffentliche Werke
- Wandgestaltung im Hauptbahnhof Bern
- Wandgestaltung im unterirdischen Bahnhof der BTI in Biel
- Wandgestaltung in der Nidwaldner Sachversicherung Stans
- Mobile im Innenhof der Kantonspolizei Bern, Waisenhausplatz